# Колюткино (село)
Колюткино — село в Белоярском районе Свердловской области России. Входит в Белоярский муниципальный округ.
Ранее входило в состав Большебрусянского сельсовета Белоярского района.

## География
Село Колюткино расположено в трёх километрах от одноимённой железнодорожной станции, в 21 километре от посёлка Белоярского, на левом берегу реки Исети.

### Часовой пояс
Колюткино, как и вся Свердловская область, находится в часовой зоне МСК+2. Смещение применяемого времени относительно UTC составляет +5:00.

## История
Село известно как минимум с 1738 года.

## Население
| 2002 | 2010 | 2021 |
| ---- | ---- | ---- |
| 121  | ↘97  | ↘83  |

## Инфраструктура
Село включает 15 улиц: Береговая, Варовина, Вишнёвая, Володарского, Западная, Заречная, Калинина, Красноармейская, Кубанская, Ленина, Мостовая, Набережная, Новая, Полевая, Степана Разина; два переулка: Вишнёвый и Хороший; одно садоводческое некоммерческое товарищество «Берёзка»; в западной части села расположился молодой микрорайон "Солнечный берег" с частными жилыми домами и дачами.